# Pluto-Gletscher
Der Pluto-Gletscher (englisch Pluto Glacier, in Argentinien Glaciar Plutón) ist ein 16 km langer und 6 km breiter Gletscher an der Ostküste Alexander-I.-Insel vor der Westküste der Antarktischen Halbinsel. Er fließt in östlicher Richtung zum George-VI-Sund, den er nördlich des Succession Cliffs erreicht.
Erste Luftaufnahmen fertigte der US-amerikanische Polarforscher Lincoln Ellsworth bei seinem Transantarktisflug am 23. November 1935 an. Diese dienten dem US-amerikanischen Kartografen W. L. G. Joerg für eine Kartierung. Teilnehmer der British Graham Land Expedition (1934–1937) unter der Leitung des australischen Polarforschers John Rymill nahmen 1936 Vermessungen vor, die der Falkland Islands Dependencies Survey 1948 und 1949 wiederholte. Das UK Antarctic Place-Names Committee benannte ihn 1955 nach dem (Zwerg)Planeten Pluto.